# Úri
Úri es un pueblo húngaro perteneciente al distrito de Nagykáta, condado de Pest.

## Superficie
Cuenta con una superficie de 22,19 km².

## Demografía
Hasta 2024 la población era de 2540 habitantes, con una densidad de población de 114,46 hab/km².
| Gráfica de evolución demográfica de Úri entre 2020 y 2024 |
|                                                           |
| Datos según la Oficina Central de Estadística de Hungría. |